# 3679 Condruses
3679 Condruses (1984 DT) là một tiểu hành tinh vành đai chính được phát hiện ngày 24 tháng 2 năm 1984 bởi Debehogne, H. ở La Silla.